# Luciana Hidalgo
Luciana Hidalgo (Rio de Janeiro, 1965) é uma escritora brasileira.
Doutora em Literatura Comparada pela Universidade do Estado do Rio de Janeiro, é pesquisadora-associada à Universidade Sorbonne Nouvelle Paris 3, na França, onde fez seu pós-doutorado.
A autora já deu palestras sobre seus livros e temas na programação principal da Festa Literária de Paraty (Flip), na Bienal Internacional do Livro de São Paulo, em universidades como UERJ, UFRJ, USP, UFMG, e em diversos centros culturais no Brasil. Na França, deu palestras na Sorbonne (Université Paris 3 e Paris 4) e no Centre Culturel International de Cerisy-la-Salle, bem como na Universidade de Viena, na Áustria, entre outros centros culturais e universitários europeus.

## Carreira literária
Luciana Hidalgo lançou seu primeiro livro Arthur Bispo do Rosário – O senhor do labirinto (ed. Rocco) em 1996, pelo qual ganhou um prêmio Jabuti na categoria reportagem. Grande sucesso de mídia e crítica, a obra trata da história de Arthur Bispo do Rosário, um homem que viveu 50 anos num hospício do Rio de Janeiro e lá criou bordados, assemblages e objetos posteriormente inseridos no circuito internacional da arte contemporânea, tendo representado o Brasil na Bienal de Veneza de 1995. Esse livro se tornou obra de referência nos estudos acadêmicos sobre Bispo e em 2011 ganhou versão atualizada pela autora. Em 2012, virou filme, O senhor do labirinto, lançado nos cinemas pela Tibet Filmes.
Em 2008 a autora lançou Literatura da urgência – Lima Barreto no domínio da loucura (ed. Annablume), que lhe valeu outro prêmio Jabuti, desta vez na categoria teoria/crítica literária. Nesse ensaio, a escritora aproxima literatura e loucura na obra de Lima Barreto, criando a ideia de "literatura da urgência" para designar narrativas criadas por autores em situações-limite.
Em 2011 Luciana Hidalgo migrou do ensaio para a ficção ao lançar O passeador (ed. Rocco), contemplado com a Bolsa Funarte de Criação Literária e finalista dos prêmios Jabuti, Portugal Telecom e São Paulo de Literatura 2012. Unindo elementos reais e ficcionais, a autora cria uma ficção em torno de Afonso (o jovem escritor Lima Barreto), personagem que flana pelo Rio de Janeiro da belle époque, em idas e vindas, entre a cidade concreta e imaginária, entre ficção e História.
Em 2016 a autora lançou Rio-Paris-Rio (ed. Rocco), romance sobre alegrias e angústias de dois jovens brasileiros exilados em Paris em 1968, fugidos da ditadura no Brasil, em busca de um lugar intermediário entre esquerda e extrema-direita, selvageria e civilização. O livro foi selecionado pelo Programa de Residência para Escritores da Maison des Écrivains Étrangers et des Traducteurs de Saint-Nazaire, na França.
No final de 2022, a escritora lançou Penélope dos trópicos (Editora do Silvestre), romance inspirado na clássica personagem da Odisseia de Homero. Escrito numa prosa poética enxuta e bem-humorada, esse épico intimista conta a história de uma Penélope tropical e contemporânea, forte e carismática, hábil em lidar com todas as questões femininas e feministas, políticas e existenciais da pós-modernidade, sem jamais perder o senso crítico. Penélope dos trópicos foi o romance vencedor do Prêmio Machado de Assis 2023, concedido pela Biblioteca Nacional. 
Todos os livros da autora inspiraram artigos e resenhas em vários veículos (ler em REFERÊNCIAS).

## Obras
- Arthur Bispo do Rosário: o senhor do labirinto (1996). PRÊMIO JABUTI 1997.
- Literatura da urgência: Lima Barreto no domínio da loucura (2008). PRÊMIO JABUTI 2009.
- O passeador (2011). FINALISTA PRÊMIOS JABUTI, SÃO PAULO LITERATURA E PORTUGAL TELECOM 2012.
- Rio-Paris-Rio (2016).
- Penélope dos trópicos (2022). PRÊMIO MACHADO DE ASSIS/BIBLIOTECA NACIONAL 2023.